# راچستر، واشینگتن
راچستر (به انگلیسی: Rochester) یک منطقهٔ مسکونی در ایالات متحده آمریکا است که در شهرستان تورستن، واشینگتن واقع شده‌است. راچستر ۶٫۰ کیلومتر مربع مساحت و ۲٬۳۸۸ نفر جمعیت دارد و ۴۴ متر بالاتر از سطح دریا قرار دارد.